# Papoušek zpěvavý
Papoušek zpěvavý (Psephotus haematonotus) je malý papoušek žijící především ve vnitrozemí jihovýchodní Austrálie.

## Popis
Papoušek zpěvavý je malý papoušek různého zbarvení. Stejně jako u jiných druhů malých papoušků je samec barevnější než samice. Dorůstá do délky 27 cm včetně ocasu a hmotnosti 65 g.
Samec bývá poměrně pestrý, na zádech a hrudi zelený a má červený kostřec. Křídla jsou modrá a fialová. Hlava je zbarvena tyrkysově. Břicho je žluté.
Samice tolik zbarvena nebývá, nejčastěji je šedozelená a jen kostřec je jasněji zelený. Pohlaví lze poznat již u opeřených mláďat v hnízdě.
Byla vyšlechtěna řada barevných mutací jako je modrá, pastelová, skořicová a opalinová.

## Výskyt
Papoušek zpěvavý žije především ve vnitrozemí jihovýchodní Austrálie, jeho biotop je vždy poblíž vody, v nadmořských výškách do 1 250 m. Žije i v travnatých oblastech, zemědělských polích, parcích a zahrádkách rodinných domů.

## Způsob života
Papoušek zpěvavý žije v trvalých párech. Mimo dobu hnízdění se sdružuje do početných hejn.
Snáší 3 až 6 vajíček a doba inkubace je 19 až 21 dnů.

## Chov v zajetí
Papoušek zpěvavý se krmí směsí pro malé až střední papoušky a také ovocem, zeleninou a zeleným krmivem, nezralými obilovinami a větvičkami k okusu. Jako zdroj snadno přijímatelného (viz trávicí soustava ptáků) organického vápníku slouží sépiová kost.
V zajetí se při správné péči dožívají 15 až 25 let.

### Chov v Zoo
Papouška zpěvavého chová více než 150 evropských zoo. V Česku čtyři:
- Zoo Brno
- Zoo Hluboká
- Zoo Plasy
- Zoo Praha

#### Chov v Zoo Praha
První papoušci zpěvaví byli do Zoo Praha dovezeni v roce 1952. V roce 2005 započal soustavný chov a o tři roky později, v roce 2008, přišla na svět první mláďata. V roce 2018 bylo odchováno sedm mláďat a 10 ke konci roku 2018. To bylo nejvíce z českých zoo. V dubnu 2019 se vylíhla mláďata dvě, v květnu 2019 čtyři a v červnu 2019 další tři. Čtyři se vylíhla v dubnu 2020 a sedm v dalším měsíci, v květnu 2020.
V červenci 2019 byli papoušci zpěvaví vystaveni v Australské voliéře v dolní části zoo Praha, mezi Dětskou zoo a restaurací Gaston spolu s korelou chocholatou, neofémou bourek a tabonem lesním.

## Galerie

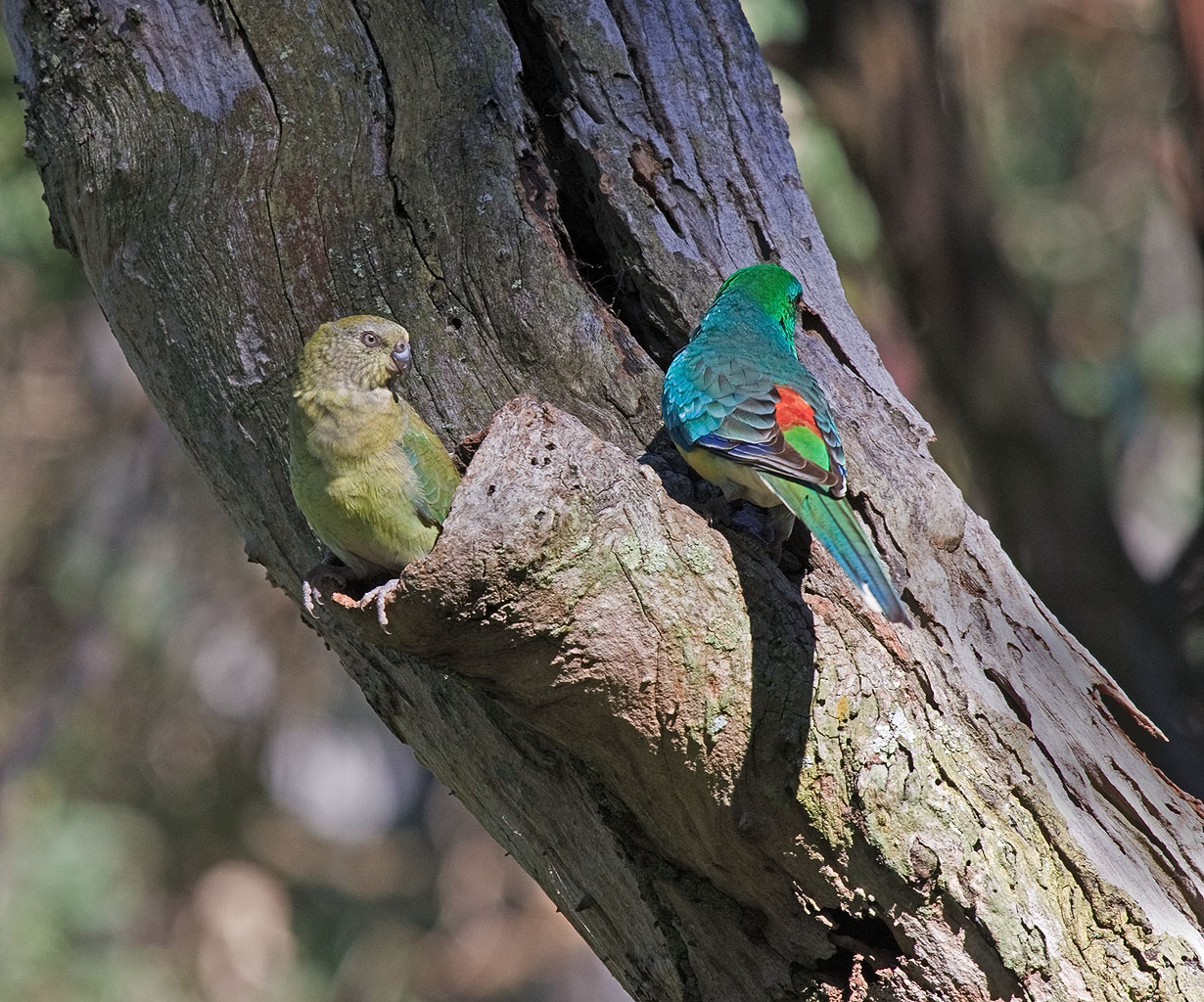
Pár papoušků zpěvavých v rezervaci Crestwood v Baulkham Hills na předměstí Sydney ve státě Nový Jižní Wales v Austrálii (2009)
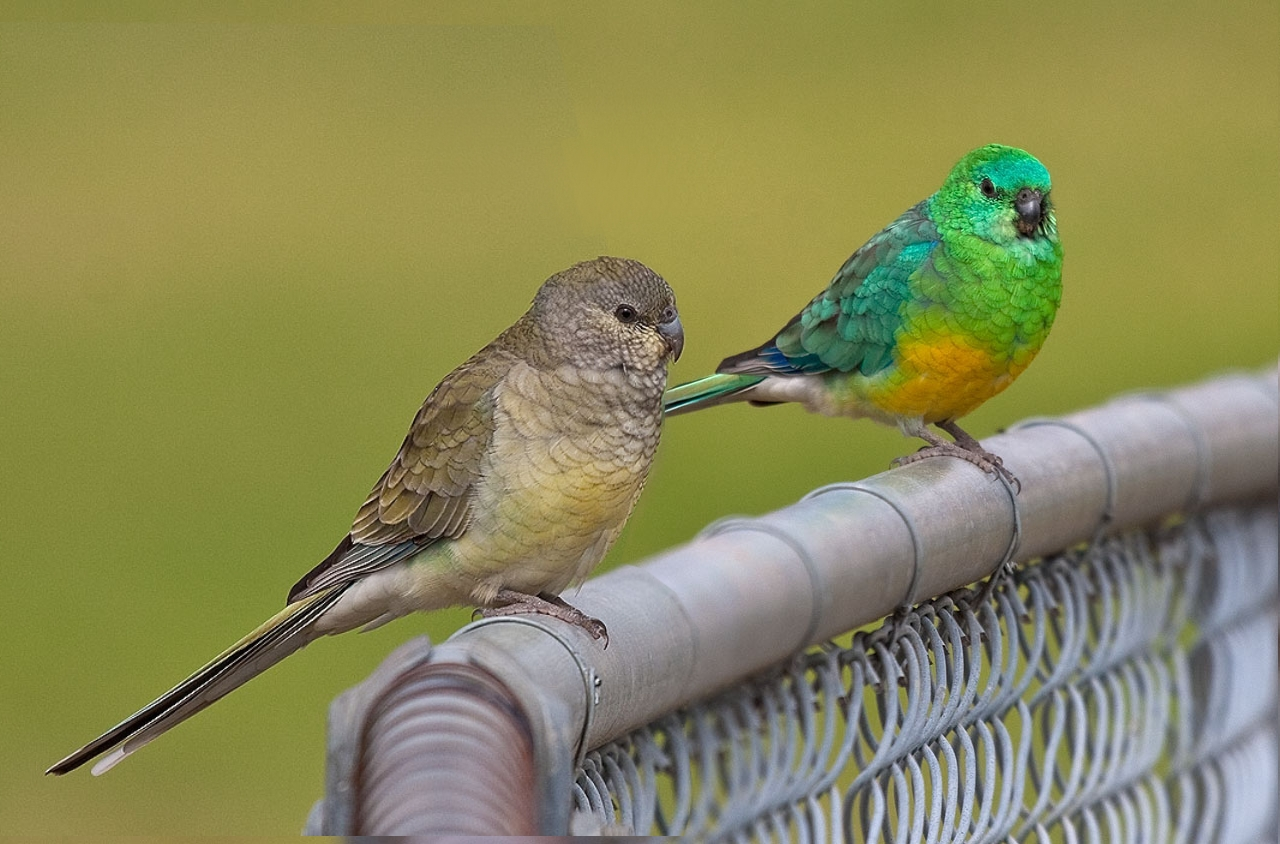
Papoušek zpěvavý (latinsky psephotus haematonotus) – samice (vlevo) a samec (vpravo) v Eastern Creek na předměstí Sydney ve státě Nový Jižní Wales v Austrálii (2010)
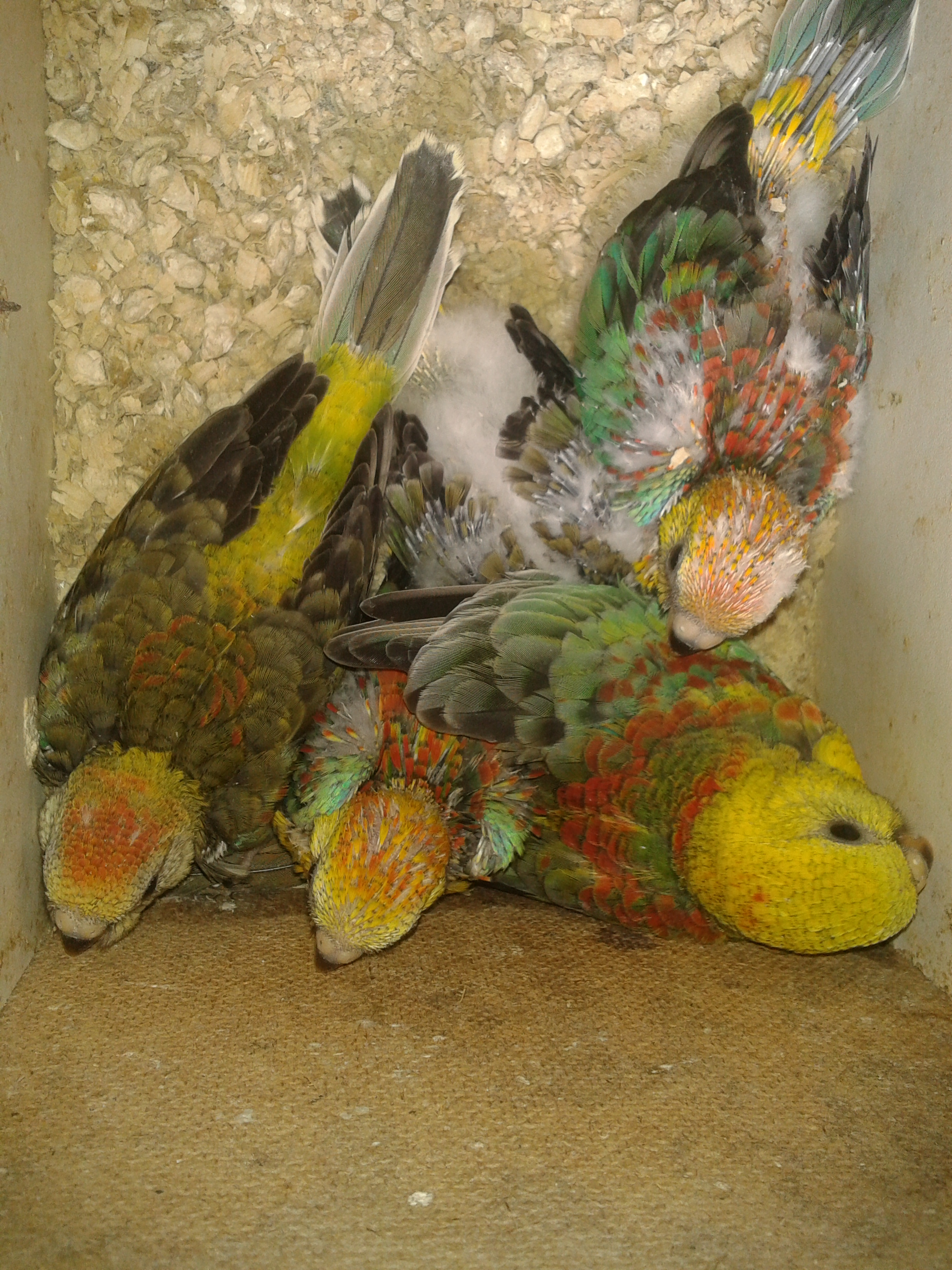
Mladí papoušci v budce, opalínová mutace
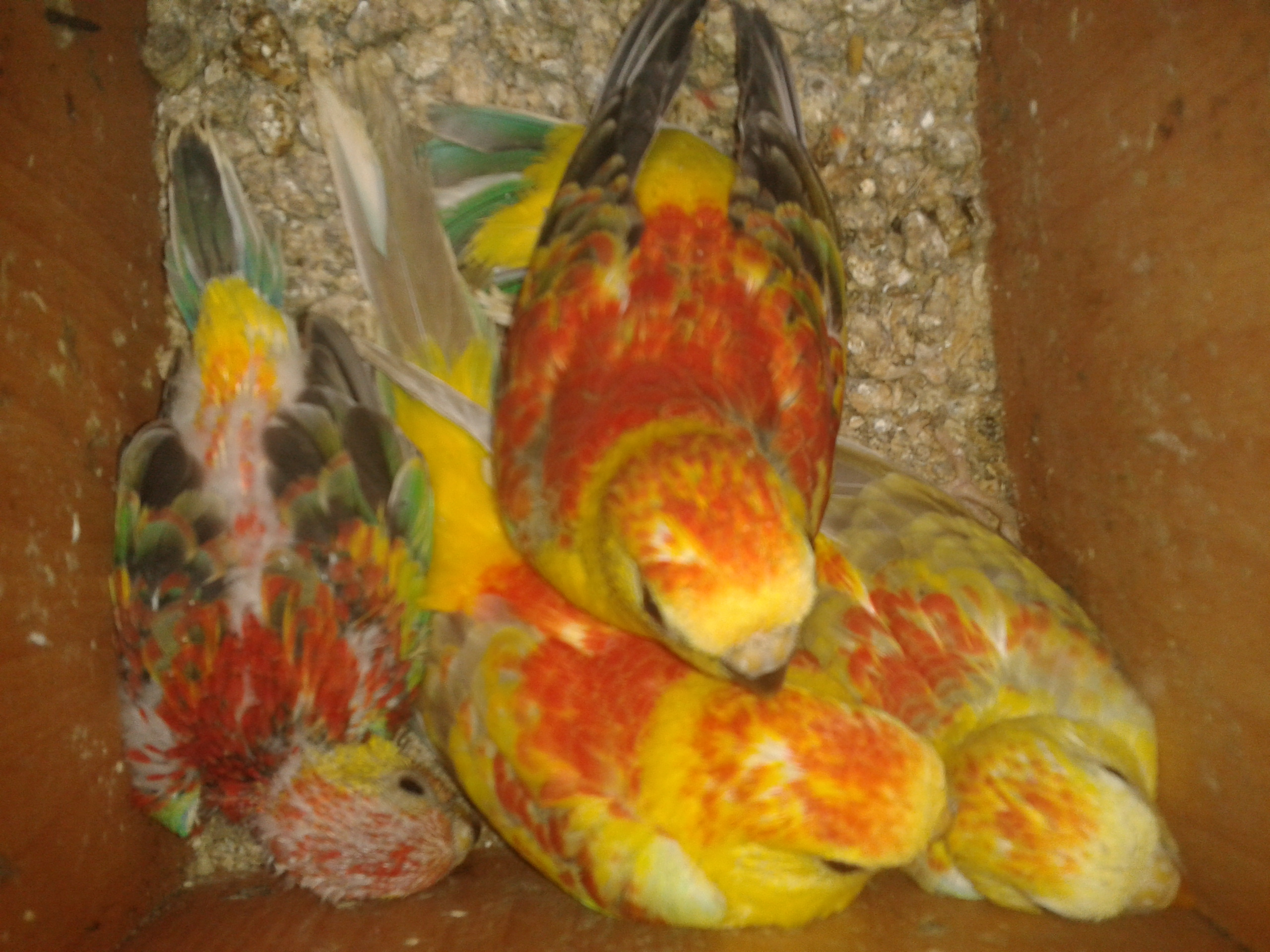
Mladí papoušci v budce, skořicová opalínová mutace
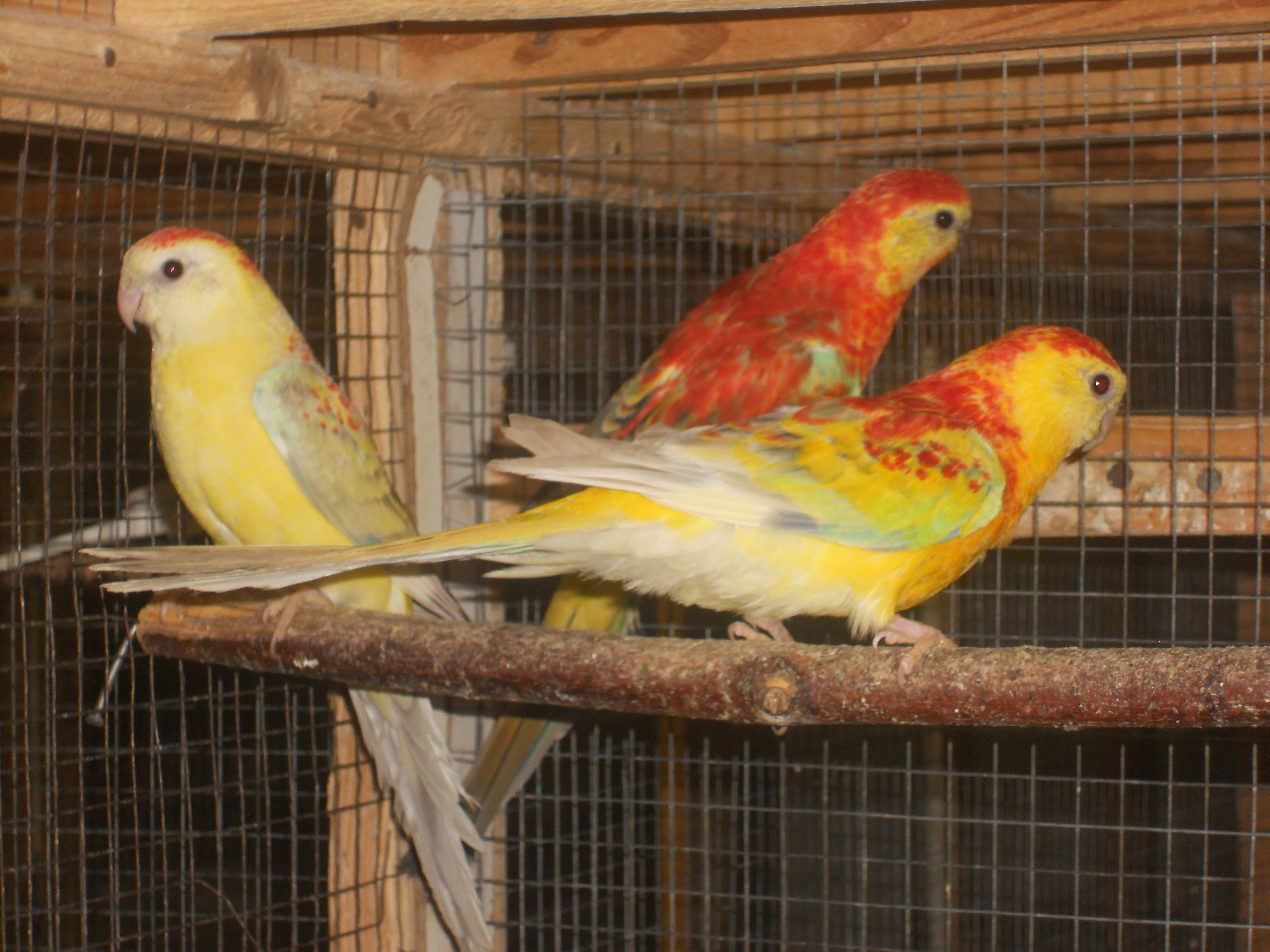
Skořicoví opalíni